# Fortnite Battle Royale
Fortnite Battle Royale je multiplatformní free-to-play videohra vyvíjená studiem Epic Games. Byla vydána pro Microsoft Windows, macOS, PlayStation 4, Xbox One, PlayStation 5, Android a Nintendo Switch. Je založená na hře Fortnite: Save the World, kooperativní survival hře s prvky stavění. V listopadu 2018 měla hra přes 200 milionů registrovaných hráčů,a rekordního počtu hra dosáhla v září 2018, kdy si hru zahrálo 78 milionů unikátních hráčů.
Epic Games se inspirovali hrou PlayerUnknown's Battlegrounds, která vyšla v březnu 2017 a nejvíce popularizovala žánr battle royale. Vývojáři vytvořili ve své hře Fortnite: Save the World mód ve stylu battle royale, později z něj byla vytvořena samostatná free-to-play hra s mikrotransakcemi. Od spuštění hry do prosince 2018 přesáhly tržby z mikrotransakcí 3 miliardy USD (přes 67 mld. Kč), pouze za duben 2018 pak 318 mil. USD (asi 6,5 mld. Kč).

## Průběh hry
Fortnite Battle Royale lze hrát samostatně nebo v malých skupinách (max. 16 hráčů). Hráč se může rozhodnout, zda chce hrát Solo (1 hráč), Duo (2 hráči), Trio (3 hráči) nebo Squad (4 hráči). Avšak cílem každého herního módu je zůstat ze 100 hráčů jako poslední naživu. Na začátku hry je 100 hráčů spuštěno z létajícího autobusu na mapu, na níž jsou náhodně generované zbraně, elixíry a další vybavení. Průběhem času se bezpečná zóna zmenšuje a hráči mimo tuto zónu (okolo probíhá bouře) dostávají body poškození (mohou i zemřít). Tak jsou přežívající hráči tlačeni do menších a menších prostorů a jsou nuceni se střetávat. Hráči mohou poraženým nepřátelům vzít vybavení.
To, co tuto hru odlišuje od ostatních her žánru battle royale, jsou systémy stavění a editace stavby. Většina objektů v prostředí se dá zničit krumpáčem pro zisk surovin (dřevo, kámen a železo), které mohou být použity pro stavbu opevnění s limitovanou odolností (zdi, schody, podlahy a stříšky). Tyto objekty mohou být použity pro rychlejší pohyb krajinou nebo ochranu před střelbou.
Když se opevnění postaví ze dřeva, bude postavené nejrychleji, ale s menší odolností. Takto to postupuje i dále, s tím, že kámen se staví déle, ale je odolnější. Železo je nejodolnější a staví se nejdéle.
Hraje-li hráč Solo a postaví zeď, schody nebo rampu, může ji sám editovat (zeď s oknem nebo dveřmi apod.). Hraje-li s více lidmi (např. Duo nebo Squad), všichni hráči mohou postavenou část editovat, ne však všichni najednou. Vyhrává ten, který jako poslední zůstane na živu.

## Sezóny
Každých cca 70 dní ve Fortnitu vyjde nová tzv. „sezóna“. Každá sezóna je něčím tematická (např. Léto, Halloween, Vánoce, Vesmír, Cestování časem) a zpravidla přináší změnu mapy a nový Battle Pass.

#### Kapitola 1
| Sezóna        | Délka                      | Popis |
| ------------- | -------------------------- | --- |
| Sezóna 1      | 26. 9. 2017 – 14. 12. 2017 | Začátek první sezóny Fortnite Battle Royale. |
| Sezóna 2      | 14. 12. 2017 – 22. 2. 2018 | Představen zcela nový Battle Pass s kosmetickými doplňky. Středověké téma. |
| Sezóna 3      | 22. 2. 2018 – 1. 5. 2018   | Vesmírné téma. Úrovně v Battle Passu zvýšeny ze 70 na 100. |
| Sezóna 4      | 1. 5. 2018 – 12. 7. 2018   | Sezóna s tématem filmů se superhrdiny. Touto sezónou se začal rozvíjet příběh hry podrobněji. Koncem 3. sezóny se na obloze začal vyskytovat meteorit, který byl každým dnem blíž a blíž. Meteorit nakonec narazil na mapu a vytvořil novou lokaci Dusty Divot. Zničil tak starou lokaci Dusty Depot a přilehlé továrny k ní. 30. 6. 2018 Epic Games zřídilo první „Live Event“, při kterém byla vypálena raketa a vytvořila interdimenzionální trhliny, které každým dnem rostly. Sezóna přinesla i zbrusu nový prvek pro pohyb na mapě, a to nákupní vozíky. |
| Sezóna 5      | 12. 7. 2018 – 27. 9. 2018  | Téma cestování časem. Díky trhlinám, vytvořených ve 4. sezóně, z mapy začaly mizet nebo se naopak vytvářet objekty z reálného světa. Epic Games v rámci svého marketingu nechal do kalifornské pouště vysadit skutečnou verzi maskota pro „Durr-Burger“ restauraci ve hře. Ve hře se začaly objevovat „Rifty“ pro jednodušší pohyb po mapě. Sezóna přinesla nové pouštní lokace. |
| Sezóna 6      | 27. 9. 2018 – 6. 12. 2018  | Téma temnoty a Halloweenu. Koncem 5. sezóny Epic vytvořil další „Live Event“, kdy se trhliny uzavřely a na mapě vytvořily velkou fialovou kostku s hieroglyfy, kterou hráči přezdívali „Kevin“. Kevin se postupem času pohyboval po mapě a na některých místech vytvářel různé malé lokace s truhlami a znaky hieroglyfů. Kevin nakonec explodoval v lokaci „Loot Lake“. Sezóna přinesla nové „Cube“ monstra, která ubírala hráčům životy. |
| Sezóna 7      | 6. 12. 2018 – 28. 2. 2019  | Zimní téma. Koncem předchozí sezóny se k ostrovu začal přibližovat velký ledovec, který následně do ostrova narazil a třetinu mapy pokryl sněhem. Další „Live Event“ v této sezóně zapříčinil, že po určitou dobu byla zasněžená i celá mapa. V posledních dnech 7. sezóny byl ostrov otřesen zemětřeseními, která na zemi vyvolaly trhliny. V prosinci 2018 byl také přidán creative mode (kreativní mód), kde má každý hráč svůj ostrov, kam může pozvat jiné hráče a kde si může dělat prakticky cokoliv od miniher až po boje s jinými hráči, v krátké době byl přístupný pouze pro lidi s Battle Passem. Byla také přidána letadla. |
| Sezóna 8      | 28. 2. 2019 – 9. 5. 2019   | Sezóna s pirátskou tematikou. Sezóna přinesla velkou změnu severovýchodní části mapy, a to biom džungle. Přibyla děla, se kterých lze střílet ohnivé koule a je možné vystřelit i sebe. Byla odstraněna letadla, golfová vozítka a nákupní košíky. |
| Sezóna 9      | 9. 5. 2019 – 1. 8. 2019    | Futuristické téma. Byly přidány nové lokace Mega Mall, Neo Tilted a Pressure Plant. Pressure Plant vychází ze sopky ze sezóny 8 a Neo Tilted vychází z Tilted Towers, které bylo v předchozí sezóně zcela zničeno a přestavěno futuristickými stavebními prvky. Další změnou je lokace Polar Peak, která byla dříve celý hrad, ale teď z něj zbylo jen pár věžiček. Také byly přidány nové létající platformy ve vzduchu a také byly postaveny po mapě trubky, kterými mohou hráči létat. |
| Sezóna X (10) | 1. 8. 2019 – 13. 10. 2019  | Závěrečná sezóna kapitoly 1. Zbytky výbuchu po „Live Eventu“ v sezóně 9 zanechaly na mapě zóny, které přinesly zpět místa ztracená kvůli jiným změnám mapy v minulých obdobích. Například lokaci Dusty Depot, kterou ve 4. sezóně zničil meteorit nebo Greasy Grove, které zamrzlo v sezóně 7. Sezóna vyvrcholila dalším „Live Eventem“, při kterém byla vystřelena raketa, která vytvořila četné trhliny, z nichž pocházely menší rakety, které narušily „Zero point“ v Loot Lake. Exploze „Zero pointu“ zasáhla celý ostrov, vytvořila černou díru, která celý ostrov pohltila. V návaznosti na tuto událost byla hra asi 36 hodin nehratelná, její obrazovky zobrazovaly pouze černou díru. Na různých internetových fórech se dokonce psalo i o definitivním konci hry. |

#### Kapitola 2
| Sezóna   | Délka                      | Popis |
| -------- | -------------------------- | --- |
| Sezóna 1 | 15. 10. 2019 – 20. 2. 2020 | 15. října odstartovala Druhá kapitola – Sezóna 1 s témou Nového světa. Byla přidána úplně nová mapa s novými lokacemi a novým vozidlem – lodí zvanou „motorboat“. Na mapě je mnohem více vody a jde nově i plavat a rybařit. Sezóna byla po dlouhých odkladech začátku Sezóny 2 ukončena 20. února. |
| Sezóna 2 | 20. 2. 2020 – 17. 6. 2020  | Téma tajných agentů. Byly představeny dvě agentury, pro které pracují i postavy z minulých sezón, a to „Shadow a Ghost“. Tyto dvě strany proti sobě bojovaly, strana, která vyhrála, ovlivnila v Sezóně 3 nově přidané lokace. Nakonec vyhrála strana „Shadow“. V této sezóně bylo představeno 5 „bossů“ s „mytickými“ zbraněmi, které měly zvýšené poškození a rychlost střelby, ale i speciální karty do trezorů. Každý „boss“ strážil jednu z nových pěti přidaných lokací, The Agency, The Shark, The Rig, The Yacht a The Grotto. Tajný skin byl představen jako Deadpool a byl připojen jako 6. „boss“, taktéž s „mytickou“ zbraní. Sezóna skončila 17. června 2020, přestože původní konec byl naplánován na 30. dubna. |
| Sezóna 3 | 17. 6. 2020 – 27. 8. 2020  | Vodní téma. Na začátku byla mapa zaplavená a skrývala tak mnoho menších, ale i větších lokací. Postupem času se ale hladina vody snižovala, až to chvíle, kdy byla celá mapa v původním stavu sezóny. Poslední pokles vody odhalil i novou lokaci, zvanou Coral Castle. Část sezóny obsahovala propagační obsah Aquamanem, který byl představen i jako skin do hry. |
| Sezóna 4 | 27. 8. 2020 – 2. 12. 2020  | Marvel téma. Tato sezóna obsahuje bojový průchod s Marvel, kde je řada superhrdinů a superpadouchů z Marvelu. Mezi superhrdiny patří Thor, She-Hulk, Mystique, Wolverine, Iron Man, Dr. Doom, Groot a Storm. |
| Sezóna 5 | 2. 12. 2020 – 16. 3. 2021  | Téma hledání. Tato sezóna začala příchodem Johna Jonese, známého jako Jonesyho. Po jeho příchodu se snaží napravit věci které způsobil Galactus. Není na to sám, přivádí si k sobě různé Huntery, ať už z jiných her nebo z filmů, mezi ně patří například: Kratos z God of War, Master Chief ze hry Halo, ale i třeba Terminátor nebo Predátor. |
| Sezóna 6 | 16. 3. 2021 – 8. 6. 2021   | Téma tajemného starověku a lovení. Postupem času se v 5. sezóně stával takzvaný „Zero Point“ čím dál nestabilnější. Hned po zapnutí Battle Royale se spustila scéna, kde Agent Jones zavolal jednoho člena "Sedmičky" který se jmenuje The Foundation. Pak přišla na scénu vaše postava a mohli jste hrát, toto byl v historii Fortnitu druhý hratelný live event. Zero Point vysílal takzvané „Reality Waves“, které přeměňovaly lokace na jiná místa a z pár lokací se stala středověká až starověká místa. Uprostřed mapy, tam, kde je Zero Point, vyrostla velká kovová věž a Zero Point byl na vrcholu uzavřený kovem. Po celém zbytku ostrova se nyní potulují divoká zvířata. Jediná známá postava v Battle Passu je Lara Croft. Jako první level se dá získat Agent Jones a jako tajný skin byl oznámen předem Neymar Jr. Sezóna skončila 8. června. |
| Sezóna 7 | 8. 6. 2021 – 13. 9. 2021   | Téma mimozemšťanů a invaze. Mezi představené skiny patří Superman a Rick Sanchez ze seriálu Rick a Morty. |
| Sezóna 8 | 13. 9. 2021 – 4. 12. 2021  | Téma kostky jménem Kevin, točí se kolem invaze skupiny kostek na ostrov a toho, jak se jeho zlá korupce šíří po celém ostrově, podobně jako Kapitola 1: Sezóna 6 a právě včas na Halloweenskou sezónu. Sezóna začala 13. září a skončila 4. prosince závěrečným Live Eventem s názvem „The End“, kdy se ukončila i celá Kapitola 2. |

#### Kapitola 3
| Sezóna   | Délka                     | Popis |
| -------- | ------------------------- | --- |
| Sezóna 1 | 5. 12. 2021 – 16. 3. 2022 | Sezóna s názvem "Flipped". Kapitola 3 začíná po Live Eventu „The End“, kdy se celý herní ostrov obrátil vzhůru nohama a tím přinesl novou mapu s novými místy. Příchodem nového ostrova se na mapu vrátily lokace Greasy Grove, Shifty Shafts a Tilted Towers, které přibylo po roztání sněžného biomu. Mezi postavy nabízené prostřednictvím Battle Passu a herního Item Shopu patří Spider-Man, MJ, Green Goblin nebo Chloe Frazer ze hry Uncharted.                          |
| Sezóna 2 | 16. 3. 2022 – 5. 6. 2022  | Téma: Boj o „Zero Point“ mezi „Imaginárním řádem“ a „Sedmičkou“. Mezi crossoverovými postavami nabízenými prostřednictvím Battle Passu je Doctor Strange. V prvních dnech sezóny byla odstraněna mechanika stavění, ze které pak vyšel nový trvalý herní mód. Společnost Epic Games oznámila, že 20. března daruje veškerý výtěžek z V-Bucks na podporu Ukrajiny v reakci na ruskou invazi na Ukrajinu v roce 2022. Společnost potrvdila, že se vybralo přes 36 milionů dolarů. |
| Sezóna 3 | 5. 6. 2022 – 18. 9. 2022  | Párty tematika. Po porážce „Imaginárního řádu“ rozkvetl Strom reality, společně s obřími houbami po celé části ostrova. Mezi crossoverovými postavami v Battle Passu jsou Darth Vader ze Star Wars a Indiana Jones. |
| Sezóna 4 | 18. 9. 2022 – 3. 12. 2022 | Téma ráje. Většina mapy byla pokryta chromovou tekutinou. Západní část mapy se změnila na podzimní biom. Na místě dřívějšího Sanctuary vznikla lokace s názvem Herald's Sanctum, ve které se pravidelně objevoval boss The Herald. Mezi postavami v Battle Passu je Gwen Stacy. |

#### Kapitola 4
| Sezóna        | Délka                     | Popis |
| ------------- | ------------------------- | --- |
| Sezóna 1      | 4. 12. 2022 – 10. 3. 2023 | Téma nového začátku. Po boji s The Herald byla celá mapa z kapitoly 3 zničena. Hráči mohli během live eventu "Fracture" shromažďovat energii pro Zero Point, který následně vytvořil zcela novou mapu. Mezi zbraněmi, které se vrátily byla Assault Rifle, též známá jako SCAR. Mezi crossoverovými postavami v Battle Passu jsou Geralt z Rivie a Doom Slayer z herní série Doom. |
| Sezóna 2      | 10. 3. 2023 – 9. 6. 2023  | Téma Kyberpunku. Jihovýchodní část mapy se přeměnila na oblast s japonskou tematikou a novými lokacemi Steamy Springs, Kenjutsu Crossing, Knotty Nets nebo kyberpunkovým městem Mega City. Mezi crossover postavy ve hře patří Leon S. Kennedy a Claire Redfield z Resident Evil, Eren Yeager z Útoku Titánů nebo Anakin Skywalker z filmové série Star Wars                       |
| Sezóna 3      | 9. 6. 2023 – 27. 8. 2023  | Téma džungle. Návrat strarých postav: Meowclese a Dr. Slonové z druhé kapitoly. Střed mapy se změnil na deštný prales s několika ruinami. Do hry se vrátili raptoři, na kterých bylo možné jezdit. Mezi postavami v Battle Passu patří Optimus Prime z Transformers (filmová série).                                                                                               |
| Sezóna 4      | 27. 8. 2023 – 3. 11. 2023 | Téma loupeže. |
| Sezóna OG (5) | 3. 11. 2023 – 2. 12. 2023 | Téma návratu. Hra se po aktivaci stroje času v sezóně 4 vrátila zpátky v čase do kapitoly 1, kde probíhala zpětně sezóna 5 až X. 2. 12. 2023 proběhl „Live Event“ Velký třesk, podobný tomu v Season X zakončený ukázkami s Fortnite x Lego tematikou a koncertem interpreta Eminema. V návaznosti na tuto událost byla hra méně než 24 hodin nehratelná.                          |

#### Kapitola 5
| Sezóna           | Délka                      | Popis |
| ---------------- | -------------------------- | --- |
| Sezóna 1         | 3. 12. 2023 – 8. 3. 2024   | Po událostech se časová osa a „Zero point“ resetovaly, čímž vznikl nový ostrov s časovou osou. Mezitím je Peely zajat jako rukojmí a vrhá ostrov do bitvy mezi „The Society“ – vedenou novou verzí Jonese po resetu a „The Underground“, kde drží Peelyho jako rukojmí. Mezi crossoverovými postavami jsou Solid Snake z Metal Gearu a Peter Griffin z Griffinových. Hra také představila tři nové herní režimy, které byly odkryty během „Live Eventu“. Lego Fortnite, Rocket Racing a Fortnite Festival.                                      |
| Sezóna 2         | 8. 3. 2024 – 24. 5. 2024   | Téma řecké mytologie. |
| Sezóna 3         | 24. 5. 2024 – 15. 8. 2024  | Postapokalyptická tematika. |
| Sezóna 4         | 16. 8. 2024 – 2. 11. 2024  | Druhá sezóna s tematikou Marvelu. |
| Remix Kapitoly 2 | 2. 11. 2024 – 30. 11. 2024 | Téma hudebního žánru hip hop. Sezóna se zpětně odehrává na mapě z kapitoly 2. Jako cross-overové postavy byli představeni zástupci tohoto hudebního žánru, jako například Snoop Dogg, Eminem a Ice Spice. Tyto postavy měly ve hře na starosti strážit svou lokaci jako „boss“, každý s „mytickou“ zbraní a speciální kartou do trezoru, podobně jako v druhé sezóně druhé kapitoly. Na ostrov zpovzdálí dohlížela postava již zesnulého Juice Wrlda. Na závěr všichni čtyři rappeři vystoupili na „live eventu“, podobném akci Travise Scotta. |